# Burg Kameyama (Tamba)
Die Burg Kameyama (japanisch 亀山城, Kameyama-jō) befindet sich in der Stadt Kameoka, vormals Provinz Tamba, heute Präfektur Kyōto. In der Edo-Zeit residierten dort nacheinander neun kleinere und mittelgroße Daimyō, zuletzt die Katahara-Matsudaira mit einem Einkommen von 50.000 Koku.

## Burgherren in der Edo-Zeit
- 1595 Maeda Gen’i mit 50.000 Koku
- ab 1609 die Okabe mit 32.000 Koku.
- ab 1621 ein Zweig der Matsudaira (Ogyū) mit 22.000 Koku
- ab 1634 die Suganuma mit 41.000 Koku,
- ab 1648 ein Zweig der Matsudaira (Fujii) mit 38.000 Koku,
- ab 1686 die Kuze mit 50.000 Koku
- ab 1697 die Inoue mit 47.000 Koku
- ab 1702 ein Zweig der Aoyama mit 50.000 Koku und
- ab 1748 die Katahara-Matsudaira mit 50.000 Koku.

## Geschichte
Die Burg Kameyma wurde in der Tenshō-Zeit (1573 bis 1592) von Akechi Mitsuhide an strategischer Stelle in der Provinz Tamba gebaut, nämlich am Zugang zu Kioto vom Nordwesten. Im Jahr 1609, als Tokugawa Ieyasu die Burg für einen Angriff auf die Burg der Toyotomi, also auf Ōsaka, plante, zog er sie in seine Überlegungen ein und begann sie umfassend zu verstärken. Er beauftragte den damals bekanntesten Burgenbauer, den Daimyō Tōdō Takatora mit dieser Aufgabe, die nach einem Jahr Bauzeit beendet war.
Die Burg wurde auf einer Anhöhe südlich des Ōi-Flusses (大堰川) errichtet. Der zentrale Burgbereich, das Hommaru (本丸), war von einem inneren Wassergraben (内堀, uchibori) umgeben, der wiederum von weiteren Wassergräben, dem Sotobori (外堀) und weiter draußen, dem Sōgamaebori (総構堀) geschützt war.
Der nach fünfstöckige Burgturm (天守閣, tenshukaku) stand in der Mitte des Hommaru. Es war der erste in dieser Turmform, verzichtete allerdings auf jegliche Giebel- und sonstige Verzierungen. Das oberste Stockwerk besaß jedoch einen Umgang mit hohem Geländer und hatte einen geschmückten Giebel.
Auf Grund überlieferter Pläne und alten Fotos hatte die Burg, von einer sehr hohen Steinmauer umgeben, ein großartiges Aussehen. Die Steinmauern des Hommaru sind bis heute zu sehen. Sie wurden allerdings zu Beginn der Shōwa-Zeit erneuert, sind also nicht die ursprünglichen Mauern. Auf dem Burggelände befindet sich heute der Haupttempel der 1892 entstandenen Ōmoto-Sekte.
Zwei kleinere Burgtore sind erhalten, sie wurden an andere Stellen im Ort umgesetzt.

## Bilder

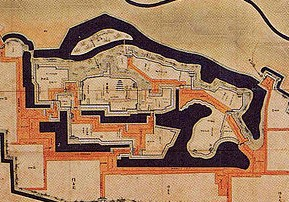
Alter Plan der Burg
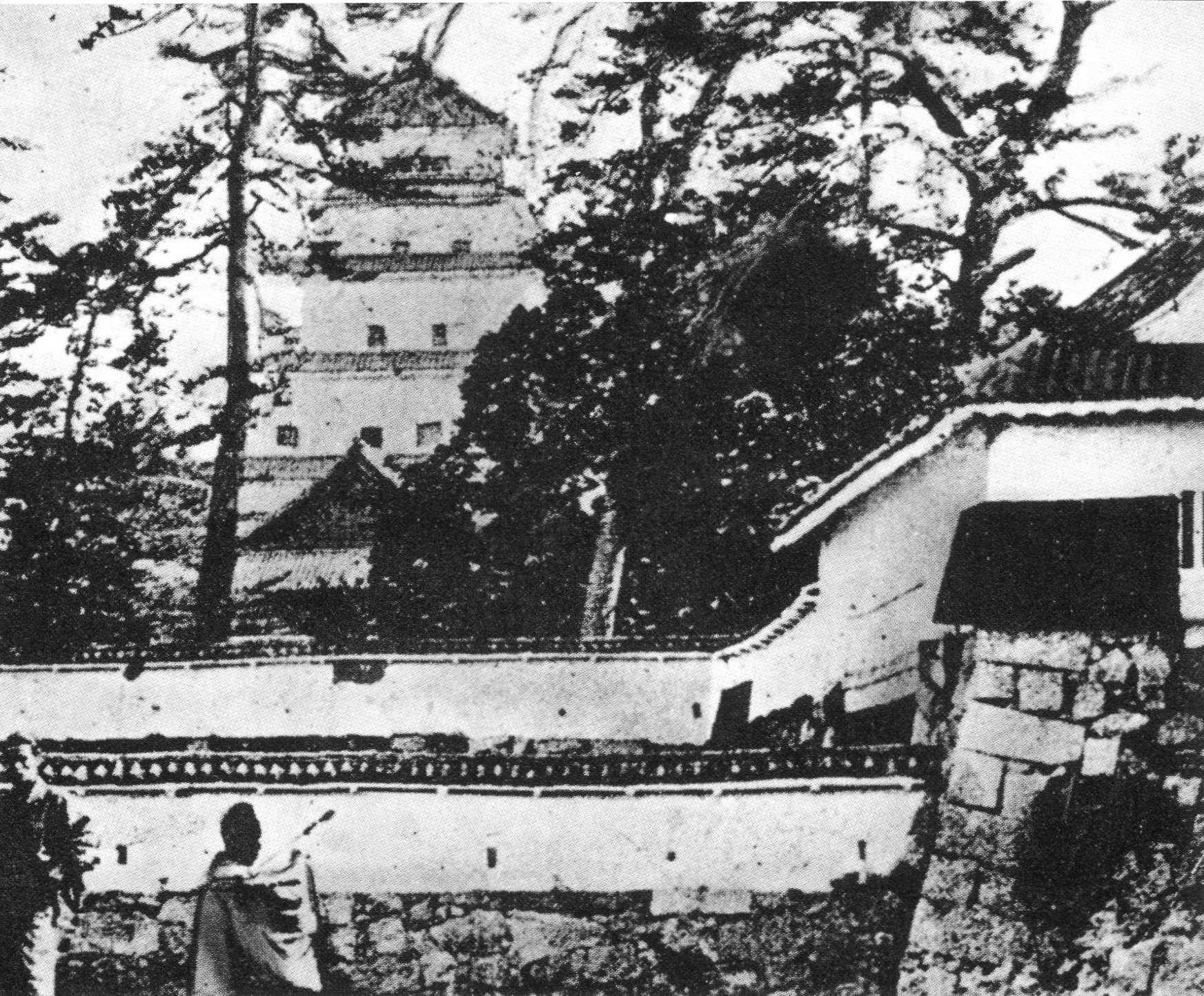
Der Burgturm
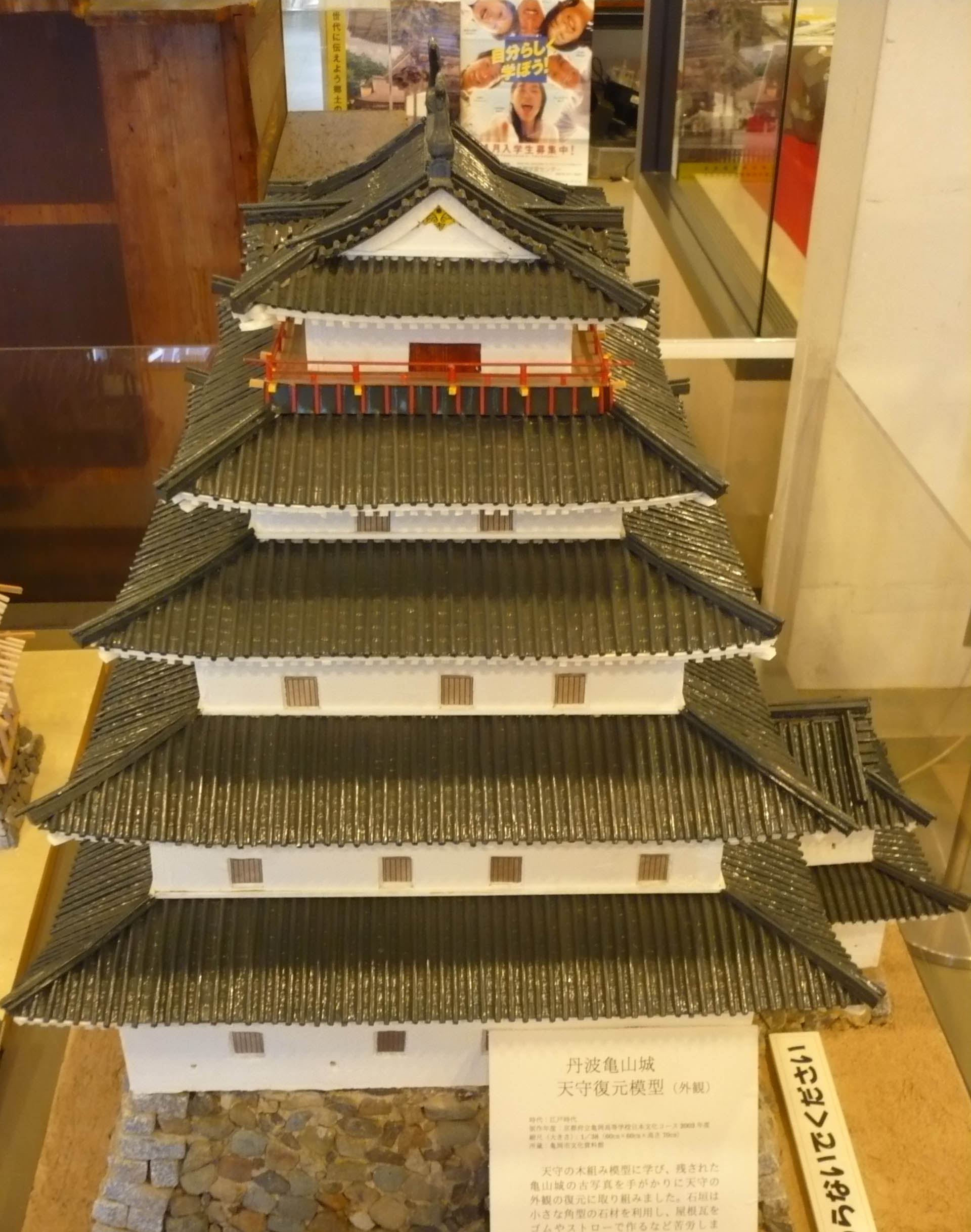
Burgturm-Modell
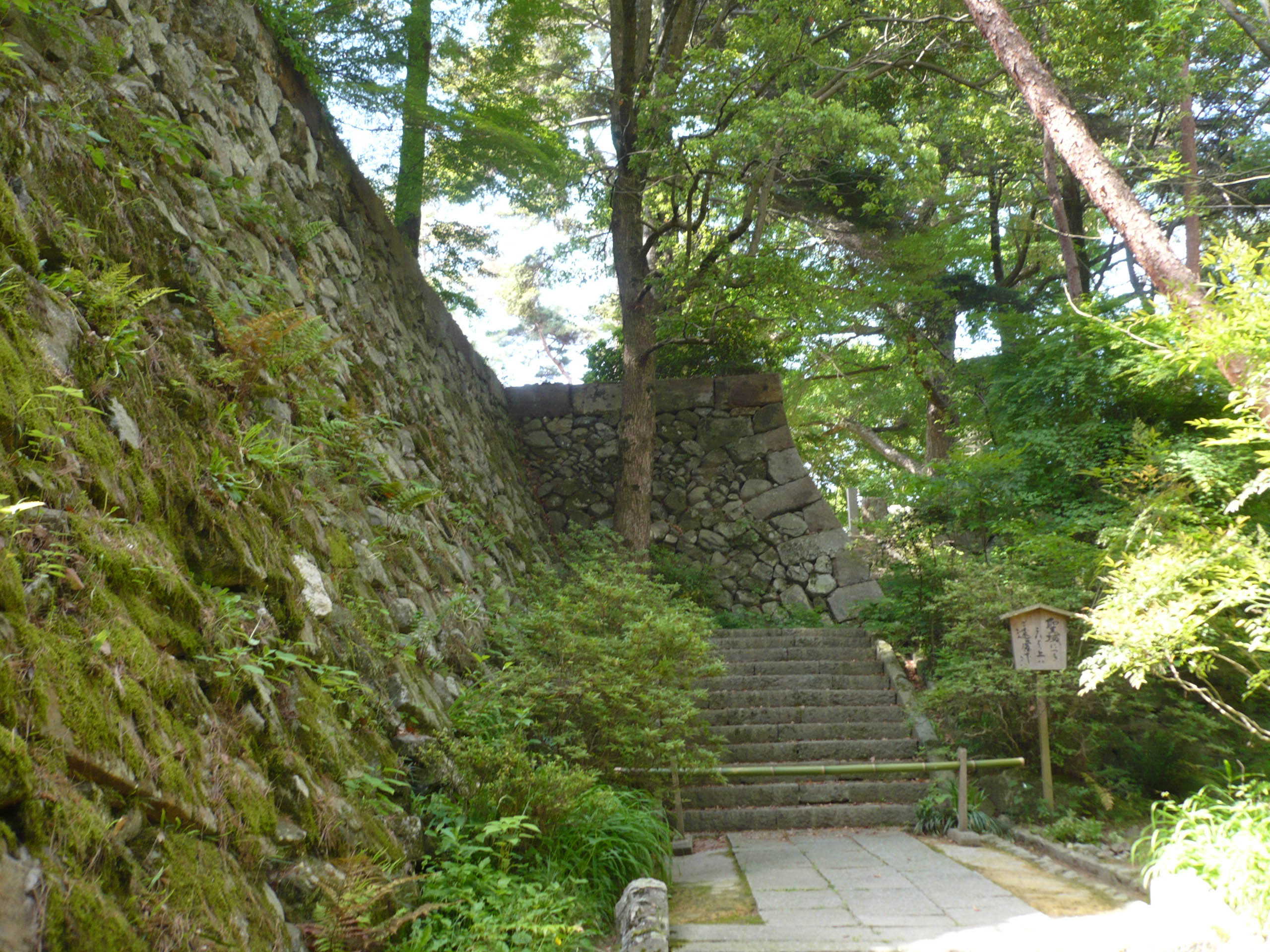
In der Burg
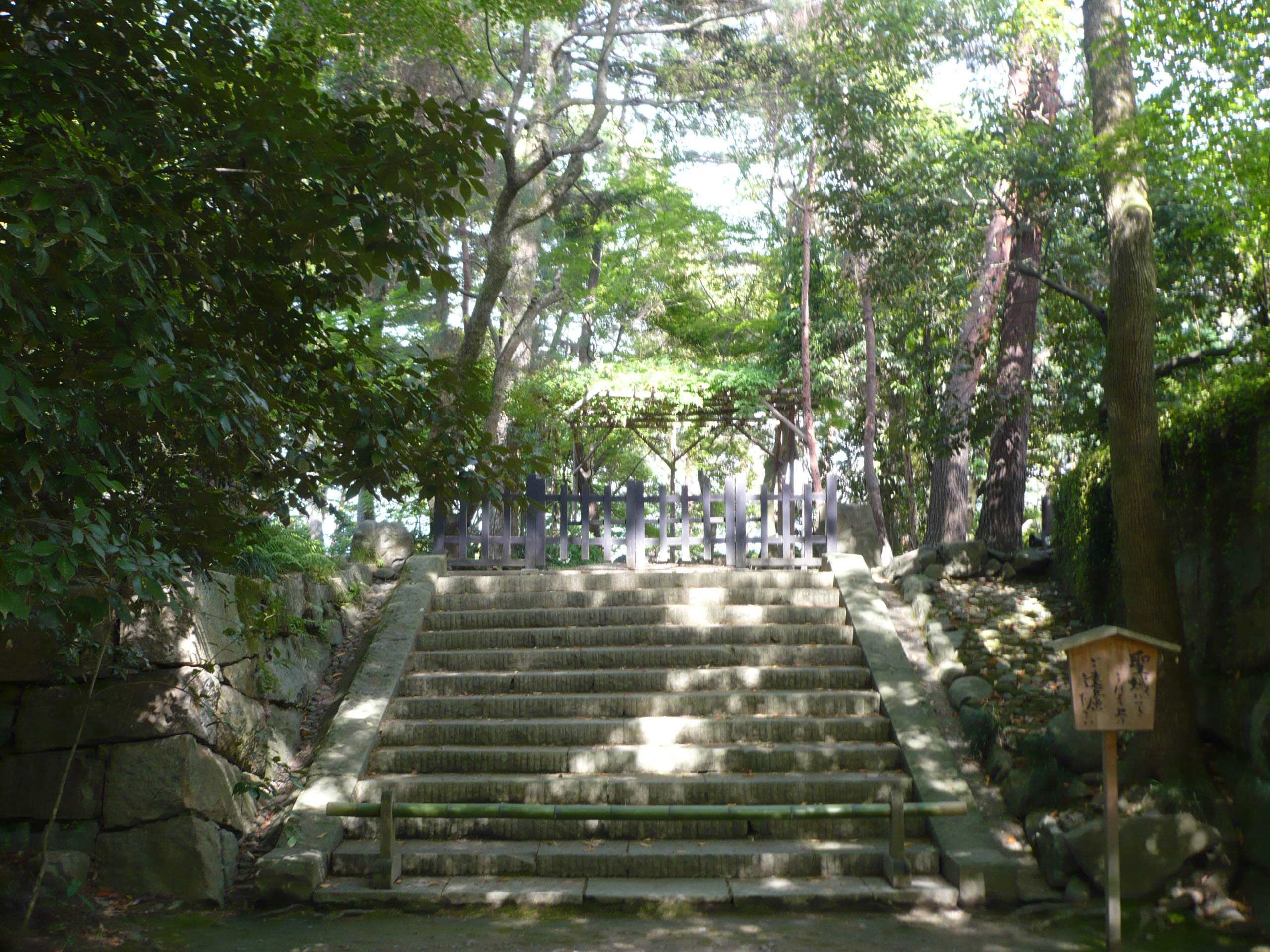
In der Burg
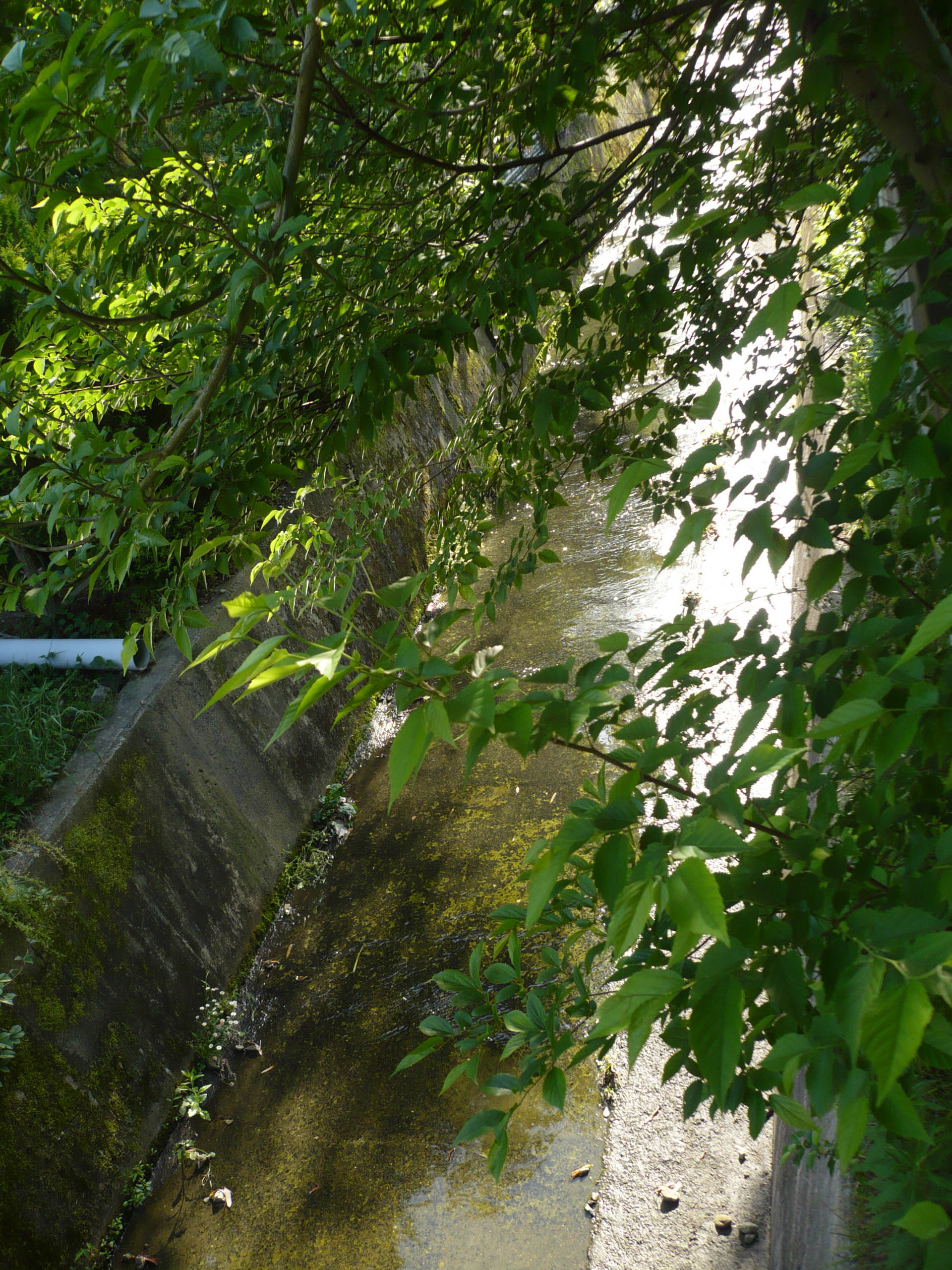
Am Burggraben
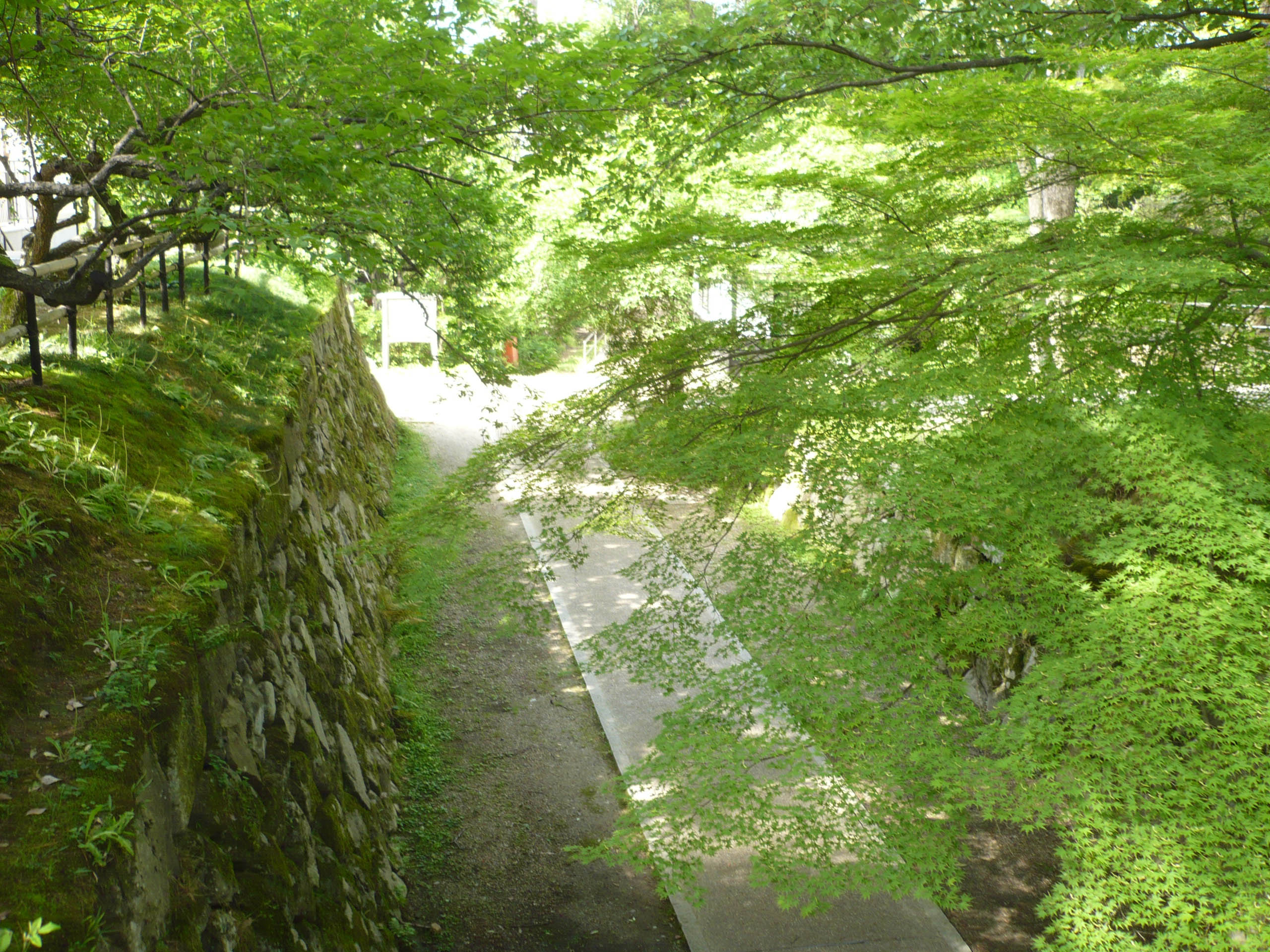
In der Burg